# Shirley Stoler
Shirley Stoler (* 30. März 1929 in Brooklyn, New York; † 17. Februar 1999 in New York City, New York) war eine US-amerikanische Schauspielerin.

## Leben
Shirley Stoler wurde 1929 in Brooklyn in eine jüdische Familie russisch-polnischer Herkunft geboren. Nach ihrem Highschool-Abschluss arbeitete sie zunächst einige Jahre als Angestellte einer Versicherungsfirma in Manhattan. 1956 wurde sie zufällig auf der Straße angesprochen, weil jemand sie als passend für eine Rolle in dem Theaterstück The Young Disciple unter Leitung von Judith und Julian Beck befand. Stoler sprach erfolgreich für die Rolle vor; in den nachfolgenden eineinhalb Jahrzehnten wirkte sie in vielen Independent- und Avantgarde-Produktionen der New Yorker Theaterszene mit, darunter in den Theaterhäusern Caffe Cino und La Mama. Eine Schauspielausbildung absolvierte sie nie.
Zum Film kam Stoler erst mit knapp 40 Jahren, hinterließ aber gleich mit ihrem Filmdebüt einen nachhaltigen Eindruck: in dem Independentfilm Honeymoon Killers aus dem Jahr 1970 schließt sich ihre Figur einer Krankenschwester mit einem von Tony Lo Bianco gespielten Trickbetrüger zusammen. Gemeinsam ermorden sie reihenweise alleinstehende Frauen. Eine ähnlich markante Rolle gab ihr fünf Jahre später die italienische Regisseurin Lina Wertmüller. In deren Film Sieben Schönheiten, der auch für den Oscar nominiert wurde, verkörperte Stoler die bösartige Nazi-Lagerkommandantin Hilda mit Giancarlo Giannini als ihrem Filmpartner. Der Figur der Lagerkommandantin diente die Nazi-Verbrecherin Ilse Koch, die „Hexe von Buchenwald“, als Vorbild.
Auch in anderen B-Movies und Independentfilmen der 1970er- bis 1990er-Jahre trat die auffällige, zeitweise rund 125 Kilo schwere Charakterdarstellerin immer wieder in oftmals skurrilen und furchteinflößenden Rollen auf. In hochkarätigen amerikanischen Mainstream-Kino wirkte Stoler zwar auch in einer Reihe von Filmen mit, blieb dabei allerdings weitgehend auf kleinere Rollen beschränkt. In Michael Ciminos oscarprämiertem Filmklassiker Die durch die Hölle gehen verkörperte sie 1978 die russischstämmige Mutter der Figur Steven (gespielt von John Savage). In Susan … verzweifelt gesucht hatte sie eine kleine Rolle als „Gefängnismatrone“. Auch stand Stoler als Gastdarstellerin für bekannte Serien wie Drei Engel für Charlie und In der Hitze der Nacht vor der Kamera. Wiederkehrende Fernsehrollen hatte sie unter anderem 1986 in sieben Folgen der Kinderserie Pee-Wee’s Playhouse neben Paul Reubens sowie 1993 in der Seifenoper Wege der Liebe. Insgesamt umfasst Stolers filmisches Schaffen rund 45 Film- und Fernsehproduktionen.
Entgegen ihrem Leinwandimage beschrieb die The New York Times sie in einem Porträt aus dem Jahr 1975 als freundliche und leicht schüchterne Person. Sie starb 1999 nach längerer Krankheit im Alter von 69 Jahren an Herzversagen. Beigesetzt wurde sie auf dem Mount Lebanon Cemetery in Queens, New York.

## Filmografie (Auswahl)
- 1970: Honeymoon Killers (The Honeymoon Killers)
- 1971: Klute
- 1973: Kojak – Einsatz in Manhattan (Kojak, Fernsehserie, Folge 1x04)
- 1974: Law and Disorder
- 1975: Sieben Schönheiten (Pasqualino Settebellezze)
- 1976: Ein Mädchen (Une vraie jeune fille)
- 1978: Die durch die Hölle gehen (The Deer Hunter)
- 1979: Drei Engel für Charlie (Charlie’s Angels, Fernsehserie, Folge 4x06)
- 1980: Skag (Fernsehserie, 5 Folgen)
- 1980: The Edge of Night (Fernsehserie, 17 Folgen)
- 1980: Second-Hand Hearts
- 1980: Saat der Unschuld (Seed of Innocence)
- 1980: Below the Belt
- 1982: Splitz
- 1983: Frank Buck – Abenteuer in Malaysia (Bring ’Em Back Alive, Fernsehserie, Folge 1x14)
- 1984: A Stroke of Genius
- 1985: Susan … verzweifelt gesucht (Desperately Seeking Susan)
- 1986: Pee-Wee’s Playhouse (Fernsehserie, 7 Folgen)
- 1987: Faustrecht – Terror in der Highschool (Three O’Clock High)
- 1988: Blue Jean Cop (Shakedown)
- 1988: 900.000 $ zuviel (Sticky Fingers)
- 1988: Chief Zabu
- 1989: In der Hitze der Nacht (In the Heat of the Night, Fernsehserie, Folge 2x21)
- 1989: Söhne (Sons)
- 1990: Miami Blues
- 1990: Frankenhooker
- 1991: Law & Order (Fernsehserie, Folge 2x06)
- 1991: Age Isn’t Everything
- 1992: Topsy and Bunker: The Cat Killers
- 1992: Mac
- 1992: Ich & Veronica (Me and Veronica)
- 1992: Malcolm X
- 1993: Wege der Liebe (Loving, Fernsehserie, 16 Folgen)
- 1995: Der dritte Frühling – Freunde, Feinde, Fisch & Frauen (Grumpier Old Men)
- 1997: The Deli